# SARS-CoV-2 chez le Cerf de Virginie
En 2021 et 2022, des études ont mis en évidence « une infection généralisée de SARS-CoV-2 chez le cerf de Virginie (Odocoileus virginianus) en Amérique du Nord, avec des centaines d'animaux infectés dans 24 États américains et plusieurs provinces canadiennes ». En 2021, des échantillons sanguins recueillis par des chercheurs du département de l'Agriculture des États-Unis ont montré que 40 % des cerfs de Virginie échantillonnés présentaient des anticorps prouvant qu'ils sont ou ont été infectés par le SARS-CoV-2 (les pourcentages les plus élevés concernaient le Michigan (67 %) et la Pennsylvanie (44 %). L'université d'État de Pennsylvanie et des responsables de la faune de l'Iowa ont ensuite montré que jusqu'à 80 % des cerfs de l'Iowa échantillonnés d'avril 2020 à janvier 2021 étaient positifs pour une infection active par le SARS-CoV-2, plutôt qu'uniquement porteurs d'anticorps issus d'une infection antérieure. Ces données, confirmées par le Laboratoire national des services vétérinaires, ont alerté les scientifiques sur la possibilité que le cerf de Virginie soit devenu un réservoir naturel du coronavirus, autrement dit une possible « usine de production de variants », dont certains éventuellement retransmissibles à l'homme.
Ceci a des implications écoépidémiologiques importantes pour le virus SARS-CoV-2 responsable de la pandémie de COVID-19 : il pourrait persister à long terme, continuer à évoluer chez les cerfs, puis possiblement réapparaitre chez l'Homme (car dans un « système à plusieurs hôtes réservoirs », il peut avoir un avantage sélectif : il ne disparait pas au cas où il disparaîtrait chez l'un des réservoirs individuels). Le Cerf de Virginie est la première espèce sauvages chez laquelle une transmission du SARS-CoV-2 entre animaux vivant en liberté a été documentée. L’infection semble asymptomatique, mais le cerf pourrait propager le virus à d'autres animaux (sauvages ou du bétail) plus vulnérables.
« Le fait que les animaux deviennent un réservoir viral, servant de source récalcitrante d'épidémies et potentiellement de nouveaux variants du virus » inquiète les chercheurs, dont certains pensent que « le variant Omicron, hautement infectieux, a passé du temps dans un réservoir animal avant d'apparaître chez l’homme ». En mars 2022 une déclaration conjointe de l'Organisation mondiale de la santé (OMS), de l'Organisation des Nations unies pour l'alimentation et l'agriculture (FAO) et de l'Organisation mondiale de la santé animale (OIE) a spécifiquement cité le cerf de Virginie comme exemple d'un réservoir nouvellement formé au sein de la faune.
En mars 2022, dans l'Utah, une autre espèce, le Cerf mulet, a aussi été testée positive au SARS-CoV-2. Au début du mois d'avril 2020, aucune autre espèce de cervidés ne semble avoir été observée porteuse du virus.

## Vulnérabilité des populations de Cerf de Virginie au virus SARS-CoV-2
En 2021, on sait que la protéine du récepteur ACE2 (cible du virus sur les cellules de l’organisme qu’il infecte) et chez le Cerf de Virginie similaire à celle de l'Homme.
Ce cerf a été expérimentalement infecté (Cf. Publication de janvier 2021, faite par des chercheurs du département américain de l'agriculture (USDA) après inoculation nasale de faons captifs, qui ont ensuite (entre 3 et 5 jours après l'infection) émis le virus dans leur mucus nasal et leurs excréments ; ils ont aussi pu propager l'infection à d'autres faons, y compris dans des enclos adjacents. D'autres ongulés, tels que les vaches, les moutons et les chèvres n'y sont pas sensibles. Le cerf de Virginie semble aussi pouvoir être « réinfecté » par un autre variant du virus (phénomène décrit par Kuchipudi à partir d'échantillons faits en décembre et janvier 2022 (un cerf avait des anticorps contre Omicron, mais aussi contre le variant Delta.
Un nombre élevé de copies d'ARN viral a souvent été retrouvé dans les échantillons de ganglions de cerfs (allant de 2,7 copies à 2,3 × 106 copies par millilitre), suggérant que de nombreux cerfs avaient probablement une charge virale élevée.
Curieusement, en 2022, en Autriche et Allemagne où des chevreuils (Capreolus capreolus), des cerfs élaphe (Cervus elaphus) et des daims (Dama dama) ont été testés pour le virus, ils semblent tous épargnés, même dans les zoos… alors que « Toutes les données sur les récepteurs ACE2 suggèrent que les espèces de cerfs européens devraient être aussi sensibles que les cerfs de Virginie ».

## Prévalence du virus chez le Cerf de Virginie
En Amérique du Nord, en 2021 et 2022, des variants du SARS-COV-2 circulent abondamment chez le Cerf de Virginie. Et ils « reflètent généralement ceux qui se propagent chez les humains proches. Des études suggèrent aussi que le SARS-CoV-2 dans la nature pourrait déjà explorer de nouvelles voies d'évolution grâce à des mutations du virus ».
385 échantillons sanguins de cerfs de Virginie prélevés de janvier à mars 2021 ont été étudiés dans le cadre normal de la surveillance des maladies de la faune dans l'Illinois, du Michigan, de l'État de New York et de Pennsylvanie : 40 % d'entre eux contenaient des anticorps anti-SARS-CoV-2 (résultat publié en préimpression en juillet 2021). Il fallait encore vérifier que ces anticorps ne provenaient pas d’infections par d’autres coronavirus chez les cerfs. 
L'effort d'échantillonnage a donc été amplifié, et étendu à une grande partie de l'Amérique du Nord.
À partir de décembre 2020, les tests PCR ont commencé à être positifs (ex. : en 2021, dans l’Ohio, 129 cerfs étaient positifs pour l'ARN viral du SARS-CoV-2 sur 360 animaux échantillonnés entre janvier et mars 2021). En Iowa 33 % de 283 ganglions lymphatiques rétropharyngés de cerfs échantillonnés entre avril 2020 et janvier 2021 étaient également positifs pour le SARS-CoV-2 (surtout en novembre-décembre 2020, période coïncidant avec celle d'un pic épidémiologique humain. Dans l’Ohio, plus de 50 % des génomes viraux séquencés chez le cerf de Virginie étaient les mêmes que ceux trouvés chez les humains malades de la Covid-19 dans cet État.

Le virus « humain » semble s’être propagé chez les cerfs à au moins six reprises, et les mutations observées chez les cerfs montrent que l'infection se propageait rapidement entre cerfs,.
Des cerfs infectés ont ensuite été trouvés dans 24 des 30 États américains où un échantillonnage a été signalé - mais aussi au Québec, en Ontario, au Saskatchewan, dans le Manitoba, au Nouveau-Brunswick et en Colombie-Britannique, bien que les taux de séropositivité au Canada aient été plus faible, à 1-6 %. Fin décembre 2021, des chercheurs découvrent que le variant hautement transmissible d'Omicron a contaminé des cerfs de Virginie vivant à Staten Island (l'un des cinq arrondissements  de la ville de New York). En Ontario, dès novembre-décembre 2021, dans un travail publié en préimpression de février 2021 des chercheurs décelaient et signalaient des signes d'évolution à long terme du virus chez le cerf de Virginie.

## Sex-ratio
Les mâles sont plus touchés par le virus que les femelles, comme c'est le cas avec l'encéphalopathie des cervidés et de la tuberculose, probablement car les mâles ont un domaine vital plus grand, se déplacent plus, et ont plus de contacts avec d'autres cerfs lors de la saison de reproduction (automne-hiver). Une autre raison est la dynamiques propre aux groupes sociaux de cerfs célibataires mâles, qui forment des groupes lâches de deux à six individus se touchant et se léchant souvent, alors que les cerfs matriarcaux vivent avec leur harde de femelles et leurs faons.

## Hypothèses explicatives

### Proximité avec l'Homme
Le cerf de Virginie approche souvent l'Homme ; il est aussi élevé pour sa viande, et des lieux de réhabilitation accueillent des faons orphelins. Les cerfs captifs ont souvent des contacts avec l’Homme et parfois avec des cerfs sauvages, ils peuvent aussi s’enfuir ou être relâchés dans la nature, mais selon Vanessa Hale « il n'y a probablement pas assez de contacts directs dans aucun de ces scénarios pour expliquer les centaines de cas détectés jusqu'à présent, sans parler des innombrables autres qui n'ont tout simplement pas été enregistrés ».
Des cerfs pourraient s’infecter en enfonçant leur museau dans des masques jetés ou en mangeant des végétaux contaminés et/ou en buvant de l’eau contaminé par l’Homme.

### Rôle de l'agrainage et de la chasse?

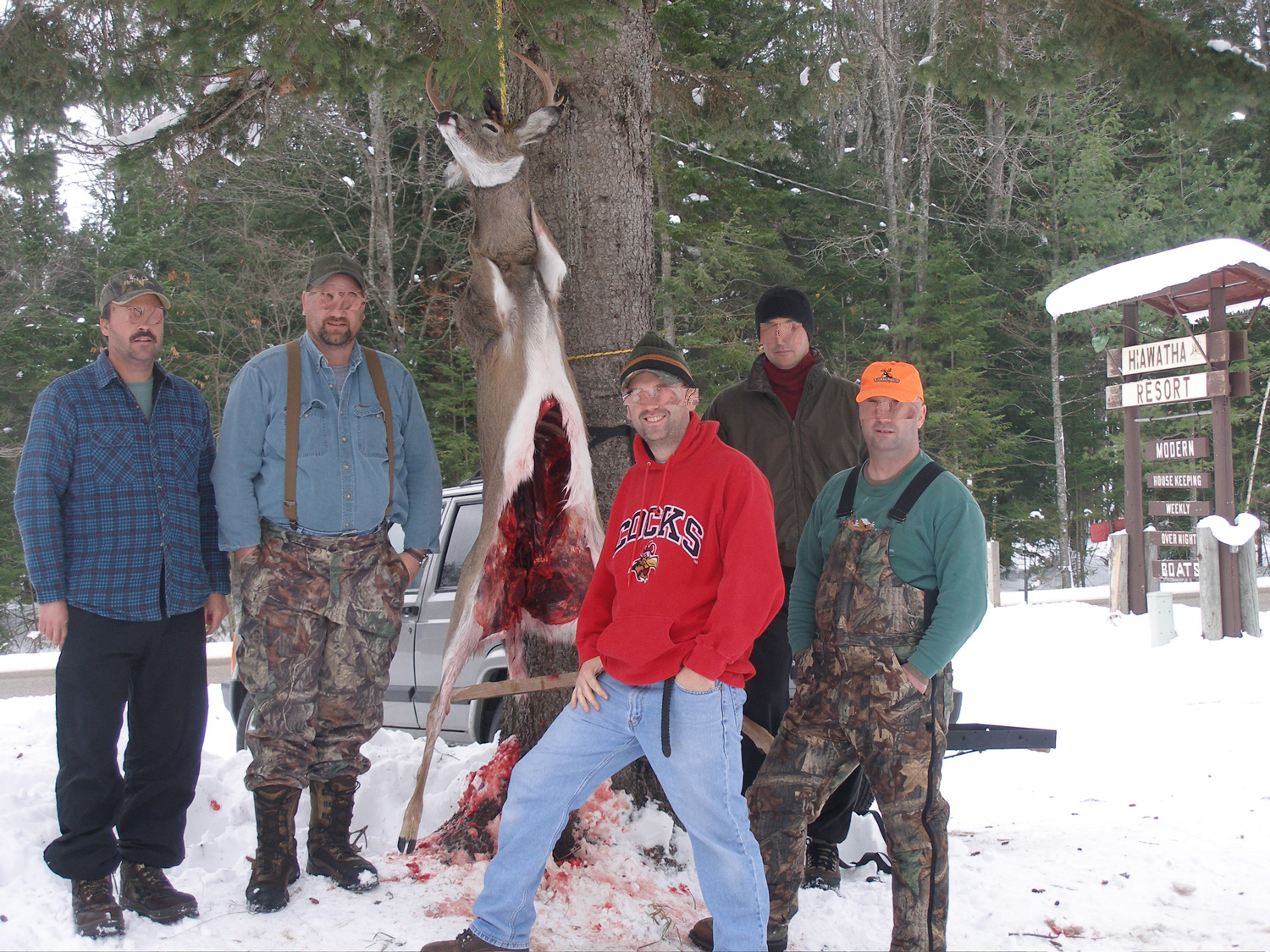
Cerf de Virginie éviscéré par des chasseurs du Michigan (États-Unis). Divers organes du cerf peuvent contenir de grandes quantités de virus SARS-CoV-2 infectieux, dont les poumons, le système digestif et les ganglions lymphatiques

On a aussi constaté, « notamment, après le pic de cas humains de novembre 2020 dans l'Iowa » que les infections de cerfs par le SARS-CoV-2 ont coïncidé « avec le début de l'hiver et le pic de la saison de chasse au cerf ».
- L'agrainage apporté par les chasseurs qui nourrissent et appâtent ainsi les cerfs, pourrait être l'une sources humaines de virus, et il favorise le regroupement d'animaux normalement éparpillés[10] (situation connue pour être propice à la contagion inter-individus)[5].
Ainsi, lors de la deuxième semaine de janvier 2021, en fin de saison de chasse régulière, les cinq échantillons de RPLN de cerfs récoltés étaient tous positifs pour l'ARN du SARS-CoV-2[5].
Et durant les 7 dernières semaines (du 23 novembre 2020 à la fin de la saison de chasse le 10 janvier 2021), 80 des 97 échantillons de ganglions lymphatiques de cerfs de tout l'État (82,5 %) étaient positifs pour le SARS-CoV-2[5]. 
L'agrainage présente l'inconvénient d'aussi attirer et nourrir des micromammifères (ex. : souris) et leurs prédateurs (ex. : vison, chat) connus pour être sensibles ou potentiellement sensible au virus SARS-CoV-2[15].

- Pour obtenir de beaux trophées, les chasseurs offrent aux cervidés des compléments minéraux, souvent sous forme de pierre à lécher (sels minéraux) que, localement, tous les cerfs lèchent régulièrement (au risque de se transmettre des microbes)[16].

### Vecteurs de contagion des cerfs?
On sait que le virus infectieux est présent dans les excréments des animaux infectés (homme y compris) et qu'il a aussi une certaine capacité persistance dans l'eau (au moins une semaine quand la charge virale est importante), et que les eaux usées contiennent souvent de l'ARN viral mais on n’y a pas trouvé le virus lui-même et on trouve des cerfs contaminés loin des lieux habités. Enfin, le vison d'Amérique et/ou peut-être le chat sauvage pourraient aussi être des intermédiaires. Ces modes d’infection peuvent coexister, faisant craindre que le cerf puisse devenir un réservoir du SARS-CoV-2 et une source possible d'épidémies récurrentes chez d'autres animaux (humains y compris), tout comme le chameau est devenu un réservoir naturel du coronavirus MERS-CoV-2. Dans ce, le SARS-CoV-2 pourrait muter et se recombiner avec d'autres coronavirus dangereux pour d'autres animaux partageant des pâturages avec des cerfs (vaches, moutons, chèvres…).

### Territorialité/mobilité du Cerf de Virginie
Cet animal vit sur quelques kilomètres carrés presque toute l’année, mais au moment de la reproduction (octobre - février), il se déplace plus (de quelques dizaines de km à une centaine de 100 kilomètres parfois ; et quand il y a beaucoup de neige plusieurs groupes peuvent cohabiter dans des zones mieux protégées en Forêt (autre occasion de contagions inter-individus et inter-groupes).

## Origine humaine des infections de cerfs?
Début 2021, les parents viraux les plus proches des virus infectant les cerfs de Virginie étaient ceux trouvés chez de personnes du Michigan près d'un an plus tôt ; le virus circule donc depuis de mois chez les cerfs, et note la virologue canadienne Mubareka, et comme ceci a pu être démontré avec un échantillonnage très clairsemé, il semble que d'autres choses se passent dans la faune sauvage. Ainsi, une préimpression de février 2021 fait état de variants Alpha et Delta du SARS-CoV-2 trouvés chez des cerfs en Pennsylvanie en novembre 2021.
Les génomes Alpha y étaient distincts de ceux trouvés chez l'homme et ont été trouvés des mois après que Delta soit devenu prédominant chez l'Homme, évoquant une évolution indépendante du variant Alpha au sein de la population de cervidés. On soupçonne aussi que dans un cas au moins, c'est le cerf qui a pu infecter un humain et non l'inverse (sans le sud-ouest de l’Ontario).
Si ce phénomène est courant, le virus pourrait ne pas s'estomper, mais continuer à longtemps circuler tout en évoluant. En mars 2021, l'USDA a été mission (avec 300 millions de dollars de subvention) pour enquêter sur les animaux sensibles au SARS-CoV-2, dont en échantillonnant des cerfs durant la saison de chasse 2022-2023 dans au moins 27 États. Et des inoculations expérimentales doivent montrer si les variants telles que Omicron et Delta se comportent différemment chez le cerf de Virginie, et quels autres animaux sauvages elles peuvent infecter (dont cerf mulet et wapiti, deux autres cervidés).

## Transmission
Comme chez l'homme, le SARS-CoV-2 se développe et se réplique dans les voies respiratoires supérieures des cerfs, avec un accent particulier sur les structures nasales. Le virus a aussi été retrouvé ailleurs, notamment dans les amygdales, les ganglions lymphatiques et les tissus du système nerveux central des cerfs.
Les installations de cervidés en captivité, où les cerfs sont gardés à proximité pour les reproducteurs ou pour la chasse, ont présenté des niveaux de transmission extrêmement élevés, avec des niveaux d'infection active dépassant 90 % dans une installation.
Le cerfs de Virginie a un récepteur ACE2 similaire à celui des humains exposés au SARS-CoV-2, de même que les espèces de cerfs eurasiatiques, telles que le Chevreuil, le Cerf élaphe et les daims, mais curieusement, ces derniers n'ont pas présenté de cas d'infection (actuelle ou passée) détectées durant des deux premières années de la pandémie de Covid-19. La forte densité des populations de cerfs de Virginie en Amérique du Nord et ses interactions plus fréquentes avec l'Homme pourraient expliquer pourquoi il a subi les vagues épidémiques aux États-Unis et au Canada et non ailleurs.

## Mutations et variantes

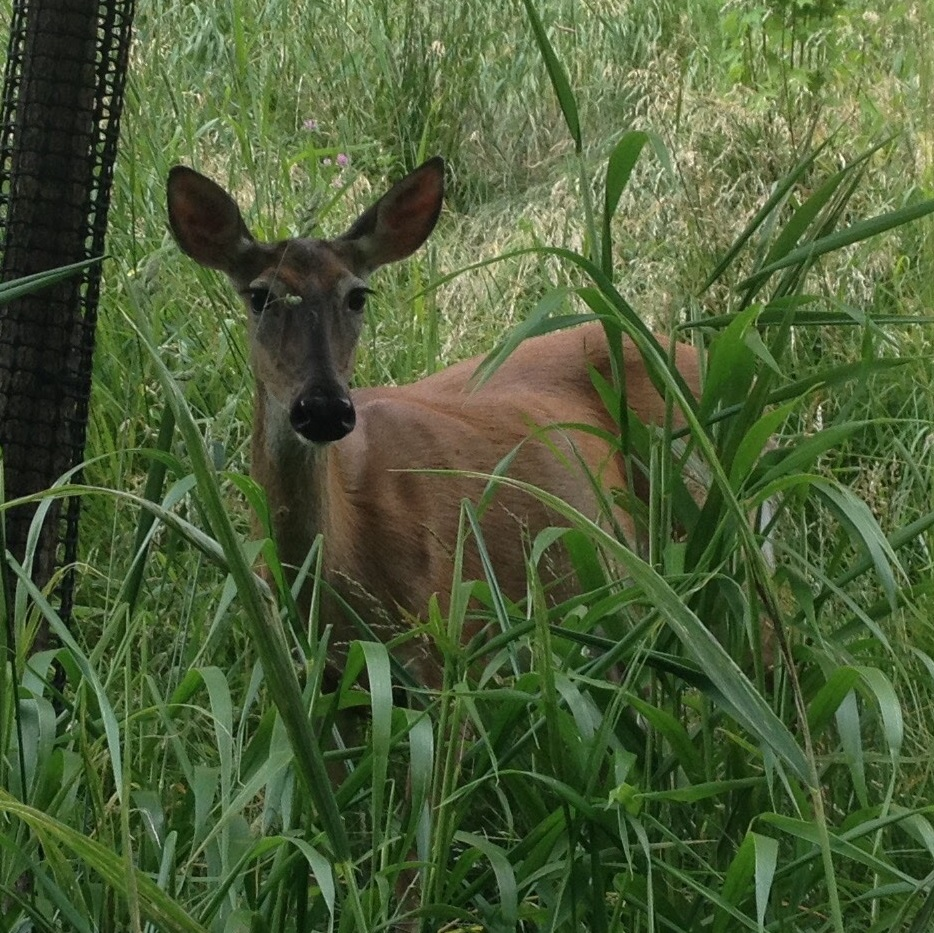
Femelle de Cerf de Virginie dans le campus de l'université Cornell d'Ithaca (NY).

En 2021, une étude de l'université d'État de l'Ohio montre que les humains ont transmis le SARS-CoV-2 au cerf de Virginie à au moins six reprises (avec six mutations alors rares chez l'homme.
Les données des tests de Pennsylvanie ont montré que des génomes d'une souche divergente de la variante Alpha avaient été trouvés chez le cerf de Virginie en novembre 2021, longtemps après qu'elle avait cessé d'être la souche dominante chez l'homme. Cela suggérait que la variante Alpha avait continué à évoluer de manière indépendante chez le cerf sans qu'il soit nécessaire de le réinfecter par contact humain direct ou indirect.
Une étude de la population de cerfs de Virginie de New York sur Staten Island, commençant en décembre 2021, a révélé que les cerfs sauvages avaient déjà contracté le variant Omicron, qui venait de devenir répandue chez l'homme. L'un des cerfs activement infectés avait des niveaux préexistants élevés d'anticorps, ce qui suggère que les cerfs peuvent être continuellement réinfectés par le SARS-CoV-2.

### Clade Ontario WTD
Au début de 2022, des chercheurs canadiens ont annoncé la découverte d'une nouvelle variante du SARS-CoV-2 dans le cadre d'une étude conduite en Ontario de novembre à décembre 2021 sur le cerf de Virginie. Cette variante baptisée « clade WTD de l'Ontario » a infecté au moins une personne ayant été en contact étroit avec des cerfs locaux, marquant potentiellement le premier cas de transmission du cerf à l'homme.
La dernière fois qu'un parent de ce clade viral avait été vu, c'était 10 à 12 mois auparavant, chez l'homme et le vison, de l'autre côté de la frontière internationale au Michigan. Les chercheurs pensent que la variante est apparue chez un animal hôte pendant cette période, car les mutations du clade WTD de l'Ontario étaient très différentes des souches circulantes trouvées chez l'homme, mettant en évidence 76 mutations par rapport au virus d'origine,.
L'évènement ancestral de transmission vison-humain dans le Michigan a également montré des preuves de transmission de l'animal à l'homme, entraînant quatre infections humaines qui ont été largement ignorées du public lors de leur découverte fin 2020, et annoncées uniquement par les Centres pour le contrôle et la prévention des maladies (CDC) aux États-Unis quelques mois plus tard, en mars 2021. Le CDC a défendu sa décision en notant que ses découvertes n'étaient pas « surprenantes ou inattendues », puisque des événements similaires de croisement vison-humain avaient déjà été documentés en Europe.

## Espèce apparentée également touchée
Les responsables de la faune de l'Utah ont annoncé qu'une étude de terrain menée de novembre à décembre 2021 a détecté le premier cas de SARS-CoV-2 chez le Cerf mulet. Plusieurs cerfs mulet avaient des anticorps anti-SARS-CoV-2, et un cerf femelle du comté de Morgan étaient en cours d'infection active (par le variant Delta. Les cerfs de Virginie, capables de s'accoupler et de s'hybrider avec le cerf mulet, ont migré dans le comté de Morgan et d'autres habitats traditionnels du cerf mulet depuis au moins le début des années 2000.